# الرفد (رصد)

تعديل مصدري - تعديل

الرفد هي إحدى قرى عزلة القارة بمديرية رصد التابعة لمحافظة أبين، بلغ تعداد سكانها 30 نسمة حسب تعداد اليمن لعام 2004.